# انتخابات فدرال بلژیک (۲۰۱۹)
انتخابات فدرال بلژیک (انگلیسی: 2019 Belgian federal election) همزمان با انتخابات پارلمان اروپا در بلژیک (۲۰۱۹) و انتخابات منطقه‌ای بلژیک (۲۰۱۹) در ۲۶ مه ۲۰۱۹ برگزار شد.
در این انتخابات ۱۵۰ عضو مجلسی نمایندگان بلژیک انتخاب خواهند شد.
از نتایج به دست آمده از انتخابات، ولاماس بلنگ از احزاب افراطی دست راستی، همچنین احزاب سبز و چپگرای گلوبالیست و کمونیست PTB / PVDA بالا آمده کرسی گرفتند و احزاب سنتی کرسی‌های خود را از دست دادند.